# Kommissar Süden und das Geheimnis der Königin
Kommissar Süden und das Geheimnis der Königin ist ein Kriminalfilm des ZDF in der Regie von Martin Enlen aus dem Jahr 2008. Die Literaturverfilmung basiert auf dem Roman Süden und das Geheimnis der Königin (2002) aus der Tabor Süden-Reihe des Schriftstellers Friedrich Ani. Neben den Stamm-Ermittlern – Ulrich Noethen als Kommissar Tabor Süden und Martin Feifel als sein Kollege Martin Heuer – verkörpert Jürgen Tonkel den arbeitslosen Kellner Wolfi Sturm, der schon bessere Zeiten in seinem Leben erlebt hat.

## Handlung
Eine Kneipe in München bekommt Besuch von den beiden Polizisten Süden und Heuer. Die beiden haben im Sinne, eine Vernehmung durchzuführen. Dass diese Art der Vernehmung etwas anders geartet sein wird, als man so etwas üblicherweise kennt, bemerkt der Zuschauer spätestens, als der Polizist Martin Heuer lauthals „ein Helles“ bestellt.
Die beiden Polizisten treffen dort auf den arbeitslosen Kellner Wolfi Sturm, der ein altes Foto einer Frau bei sich trägt, welche die Liebe seines Lebens war. Die Vernehmung hat einen Todesfall zum Hintergrund, denn das obdachlose Opfer, Soraya, wurde in München aufgefunden, die Obduktion ergab, dass sie an Nahrungsmangel verstarb. Die folgenden Ermittlungen ergaben, dass sie ein Stammgast in der Kneipe war, in der Wolfi Sturm in früheren Zeiten als Kellner angestellt war.
Über Soraya kann Wolfi eine Menge erzählen. Aus Angst, selbst verdächtigt zu werden, behält er gegenüber den Polizeibeamten allerdings für sich, dass auch er in diese wunderschöne Frau verliebt war.

## Produktionsnotizen
Gedreht wurde in Friaul-Julisch Venetien und in München.

## Erscheinungstermine
Erstmals am 6. März 2008 auf dem GoEast in Wiesbaden gezeigt, erfolgte die Erstausstrahlung im deutschen Fernsehen am 4. April 2009 im ZDF und erfuhr dabei eine Einschaltquote von 4,89 Millionen Zuschauern.
Dominik Graf inszenierte mit Kommissar Süden und der Luftgitarrist den zweiten Film der Krimireihe; dieser feierte Premiere am 24. Juni 2008 auf dem Filmfest München und wurde erstmals am 20. April 2009 vom ZDF im Fernsehen ausgestrahlt. Die Reihe wurde nicht fortgesetzt.

## Kritiken
Rainer Tittelbach ist der Ansicht, dass der Film ein „sensible[s], unkonventionelle[s] Gesellschaftsdrama [ist],  [...] [das seinesgleichen] in der aktuellen TV-Krimilandschaft [sucht].“
„Auftaktfolge der neuen Krimireihe mit Ulrich Noethen in der Rolle des eigenbrötlerischen, aber nicht unsympathischen Spezialisten für Vermisste [...] Ulrich Noethen verkörpert seinen Protagonisten wie immer glaubhaft, wenn auch manchmal etwas steif. Nicht immer glaubwürdig kommt dagegen der Plot von Claus Cornelius Fischer (Die Frau im roten Kleid, Blueprint) daher, der zudem noch einige Ungereimtheiten aufweist“, so das Urteil der prisma.